# 172-я стрелковая дивизия (3-го формирования)
172-я стрелковая дивизия (3-е формирование) — воинское соединение РККА ВС СССР, в годы Великой Отечественной войны.
Периоды участия в боевых действиях:
- с 14.09.1942 года по 22.09.1943 года;
- с 5.11.1943 года по 4.02.1944 года;
- с 15.02.1944 года по 11.05.1945 года.

Наименование формирования, действительное:
- полное — 172-я Павлоградская Краснознамённая ордена Суворова стрелковая дивизия;
- укороченное — 172-я стрелковая дивизия;
- сокращённое — 172 сд.

## История
Стрелковая дивизия сформирована до 14 сентября 1942 года. В боевых действиях принимала участие с 14 сентября 1942 года по 11 мая 1945 года. Впоследствии по окончании Великой Отечественной войны 172-я Павлоградская Краснознамённая ордена Суворова стрелковая дивизия. Участвовала в боях за Сталинград, Донбасс, Павлоград, Ровно, освобождала Польшу, штурмовала Берлин. С боями форсировала реки Дон, Сан, Вислу, Одер. Освобождала Прагу.

## Состав
- управление
- 388-й стрелковый полк
- 514-й стрелковый полк
- 747-й стрелковый полк
- 174-й отдельный истребительный противотанковый дивизион им. Комсомола Удмуртии
- 134-й артиллерийский полк
- 157-я разведывательная рота
- 275-й сапёрный батальон
- 222-й отдельный батальон связи (276 отдельная рота связи)
- 224-й медико-санитарный батальон
- 7-я отдельная рота химзащиты
- 137-я автотранспортная рота
- 339-я полевая хлебопекарня
- 988-й дивизионный ветеринарный лазарет
- 2252-я полевая почтовая станция
- 924-я полевая касса Государственного банка СССР

## Командиры

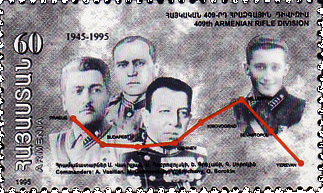
Командиры 409-й стрелковой дивизии: А. А. Василян, М. И. Добровольский, Е. П. Гречаный и Г. С. Сорокин. Марка Армении, 1995.

- Костицын, Александр Степанович (09.09.1942 — 29.09.1942[2]), полковник;
- Сорокин, Гавриил Степанович (30.09.1942 — 31.12.1942), полковник;
- Тимофеев, Николай Сергеевич (23.01.1943 — 01.01.1944), полковник, с 18.05.1943 генерал-майор;
- Коркишко, Никита Васильевич (02.01.1944 — 07.05.1944), полковник;
- Краснов, Анатолий Андреевич (08.05.1944 — 11.05.1945), генерал-майор.

## Отличившиеся воины
- Александров, Андрей Степанович, старший сержант, командир орудия 134 артиллерийского полка.
- Зеленский, Фёдор Фёдорович, старший лейтенант, командир миномётной батареи 120 мм миномётов 388 стрелкового полка.
- Кодочигов, Михаил Филиппович, младший сержант, наводчик орудия 134 артиллерийского полка. Погиб в бою 18 ноября 1945 года.
- Мерчанский, Василий Петрович, старший сержант, командир орудия 134 артиллерийского полка.
- Павловский, Рафаил Семёнович, лейтенант, командир батареи 134 артиллерийского полка.
- Поляков, Леонид Евдокимович, майор, командир батальона 388 стрелкового полка.

## Награды
- 19 сентября 1943 года — почётное наименование «Павлоградская» — присвоено приказом Верховного Главнокомандующего от 19 сентября 1943 года в ознаменование одержанных успехов и отличие в боях за освобождение Павлограда.
- 19 марта 1944 года —  Орден Суворова 2-й степени — награждена указом Президиума Верховного Совета СССР от 19 марта 1944 года за образцовое выполнение заданий командования в боях за освобождение города Дубно и проявленные при этом доблесть и мужество.[3]
- 28 мая 1945 года —  Орден Красного Знамени — награждена указом Президиума Верховного Совета СССР за образцовое выполнение заданий командования в боях при прорыве обороны немцев на реке Нейссе и овладении городами Котбус, Люббен, Цоссен, Беелитц, Лукенвальде, Тройенбритцен, Цана, Мариенфельде, Треббин, Рангсдорф, Дидерсдорф,Кельтов и проявленные при этом доблесть и мужество.[4]

Награды частей дивизии:
- 388-й стрелковый Сандомирский ордена Богдана Хмельницкого (II степени)[5] полк
- 514-й стрелковый Висленский ордена Богдана Хмельницкого (II степени)[5] полк
- 747-й стрелковый Келецкий ордена Богдана Хмельницкого (II степени)[6] полк
- 134-й артиллерийский Келецкий орденов Богдана Хмельницкого (II степени)[7] и Александра Невского[8] полк
- 174-й отдельный истребительно-противотанковый ордена Красной Звезды[9]дивизион им. Комсомола Удмуртии